# Kleszcze, Koszaliński
Kleszcze [ˈklɛʂt͡ʂɛ] là một ngôi làng thuộc khu hành chính của Gmina Sianów, thuộc huyện Koszaliński, Zachodniopomorskie, ở phía tây bắc Ba Lan. Nó nằm khoảng 6 kilômét (4 mi) phía tây bắc Sianów, 11 km (7 mi) phía bắc Koszalin và 145 km (90 mi) về phía đông bắc của thủ đô khu vực Szczecin.